# Манастир Светог Саве Освећеног
Манастир Светог Саве Освећеног (Мар Саба) је основао Свети Сава Освећени 485. године и још тада је назван Велика лавра. Православни манастир Светог Саве Освећеног најзначајнији је манастир Јудејске пустиње. Налази се у срцу пустиње измећу Витлејема и Мртвог мора. Подигнут је на стрмој западној страни Кедронске долине.

## Историја манастира
Лавра Светога Саве Освећенога је један од најстаријих и најзначајнијих манастира православне цркве. Његова историја је дуга преко 1.500 година.
Свети Сава Освећени је постао монах у осмој години живота у својој отаџбини Кападокији у Малој Азији. У узрасту од осамнаест година долази у Свету земљу, где постаје послушник Светог Јевтимија Великог. Године 478, он долази на место данашње Лавре по једном откровењу ангела Господњег и ту почиње организовање монашког живота.
Пошто прва мала црква, названа Теоктистос (од Бога сачињен), која је била посвећена Светом Николају, није била довољна за потребе братства, Свети Сава подиже велику цркву, данашњи католикон манастира, посвећен Благовестима Пресвете Богородице. Овај саборни храм Лавре је освећен 502. године.
Велике светиње су и испосница великог бранитеља и учитеља православља Светог Јована Дамаскина, испосница Светог Саве, висока кула-пирг из времена цара Јустинијана
Свети Сава Освећени је по својој светости постао познат у читавом свету. Умро је 532. године. Унутар цркве је постављен стаклени кивот са нетрулежним моштима Светог Саве Освећеног (438 – 532. године), које су успешно враћене, након много векова, 1965. године.
Манастир је четрнаест пута у својој историји доживео разне непријатељске нападе.

### Монашки живот и Саваити
Свети Сава Освећени је установио узвишени монашки подвиг, који је он наследио од Светог Јевтимија Великог, а тако је живео и Свети Стефан Чудотворац Монашки живот у манастиру Светог Саве је веома строг. Манастир живи по византијском времену, што значи да дванаест сати дана увек се поклапа са заласком сунца. Богослужења почињу сат или два после поноћи, трају шест до седам сати сваки дан, а у Великом посту она трају и до десет сати. У манастиру се једе само једанпут дневно, изузев суботе, недеље и великих празника, када се постављају две трпезе.
После Светог Саве, Лавра је најпознатија по Светом Јовану Дамаскину, који је живео средином 8. века, будући у то време највећи теолог, философ и химнограф читаве хришћанске царевине. Лавра је такође позната по Светом Михаилу Сингелосу и двојици иконопоштовалаца Светитељима Теофану и Теодору. Њих тројицу је Свети Теодор Столпник позвао у Константинопољ да бране православље од иконоборачке јереси.
Саваити су познати по томе што су увек били бранитељи вере, не само у Светој Земљи него и изван ње. Многи познати и непознати саваити пострадали су мученички у време најезде Персијанаца 614. године, док су други такође страдали у време арапског разбојништва и пустошења 796. године.
Руски игуман Данило приликом своје посете Светој земљи 1106-1107. године, пише да се у Лаври молио пред моштима петорице великих светитеља и да се у манастиру на све стране осећао благоухани мирис: Светог Јована Дамаскина, Јована Исихасте, Теодора Едеског, преподобномученика Михаила и Светога Афродисија.

### Типик
За православну цркву веома је значајан Типик Светог Саве Освећеног, којим су устројена богослужења и поредак у православној цркви. Типик Светог Саве је држан веома дуго после његове смрти. Њега су се придржавали и многи други велики оци - Свети Харитон, Јевтимије Велики, Теоктист, Софроније и Јован Дамаскин. Из Лавре Светог Саве овај типик се проширио до Константинопоља и Свете горе, а имао је великог утицаја и на живот студитских манастира у Цариграду.

## Свети Сава српски, Срби у манастиру
Многи српски владари, црквени великодостојници, монаси, побожни грађани походили су овај манастир и даривали га. Од свог првог боравка у Светој земљи, 1229. године, Свети Сава српски је прилагао многе драгоцености православним манастирима а, у жељи да обезбеди сигуран боравак српским монасима и поклоницима, подигао је конаке у ђурђијанском манастиру Светог Крста недалеко од Јерусалима. Потом је откупио земљиште на брду Сион и ту сазидао манастир за српске монахе, док је у Акри, тадашњем главном пристаништу палестинском, од Латина откупио цркву Светог Ђорђа, да послужи као безбедно прихватилиште монасима. Свети Сава је том приликом купио и кућу Јована Богослова позната као Сионска Горница где се наводно одржала Тајна вечера.
Приликом другог боравка у Светој земљи, 1235. године, све своје задужбине, манастире и метохе, поклонио је великој манастирској Лаври Светог Саве Освећеног, чији је био сабрат. Нажалост многе светиње, укључујући и даривани манастир, црква и кућа су у каснијим крсташким походима уништени.
Према живом предању, Свети Сава Освећени оставио је завештање да се после његове смрти његов жезал – патерица преда архијереју царског рода и истог имена кад буде дошао у манастир. Када је Свети Сава (српски) први пут посетио овај манастир, 1229. године, ово завештање је испуњено. Жезал Светог Саве Освећеног, који се налазио на зиду цркве, припао је Светом Сави (српском). Овај жезал се и данас чува у светогорској келији која се зове Патерица. Тад је Свети Сава (српски) добио и чудотворну икону пресвете Богородице Тројеручице, која се и данас чува у манастиру Хиландару. И добио је чудотворну икону Богородице Млекопитатељнице, која се чува у испосници Светог Саве у Кареји, на Светој гори.
Из хрисовуље царице Маре, супруге турског цара Мурата другог, кћерке Ђурђа Бранковића, види се да је постојао уговор између Јерусалимске патријаршије и Српске цркве. Српски монаси су дошли у лавру Светог Саве Освећеног и ослободили овај манастир од разбојника и пљачкаша. Они су тада сазидали велику кулу и у њој параклис, посвећен Светом Симеуну. Када су на патријаршијски престо дошли Грци, односно патријарх Теофил, исплатили су дуг Србима за градњу куле и поставили за игумана Грка.
Српски монаси су управљали лавром 130 година. И данас се могу наћи трагови бивствовања Срба у овом светом православном манастиру.

## Манастир данас
Манастир Светог Саве Освећеног је и данас велика светиња кога походе поклоници из целог света, и представља велику православну светињу. Налази се на стрмој страни Кедронске долине, и околина је оскудна је са водом и растињем. Једино у Лаври постоје извори воде, док је читава околина манастира безводна и ову воду користе како монаси, тако и поклоници. У пустињи око Лавре су високе температуре од 45 до 50 степени, а киша врло ретко пада, можда три или четири пута годишње. У време када пада киша, монаси сакупљају кишницу и касније је користе за разне потребе манастира. У Лаври је опскрба водом заиста у рукама Божијим. У манастиру се не користи електрична струја, осим у случају неких поправки и грађевинских радова.
У манастир је забрањен улазак женама.